# Beau Geste
Beau Geste – powieść przygodowa Percivala Christophera Wrena z 1924 roku, publikowana też w Polsce pod alternatywnym tytułem "Braterstwo krwi (Beau Geste)". 

## Treść
Trzej bracia Beau, Digby i John Geste uczestniczą w wystawnej kolacji. Po kolacji lady Brandon prezentuje gościom ogromny szafir zwany „Błękitna Woda”. Nagle gaśnie światło, a kiedy znów się zapala – klejnot znika. Po kilkunastu godzinach znikają także bracia Geste, a każdy z nich zostawia osobny list, w którym przyznaje się do kradzieży szafiru. 
Po pewnym czasie wszyscy trzej spotykają się w szeregach francuskiej Legii Cudzoziemskiej.